# Весенский, Владимир Петрович
Владимир Петрович Весенский (1934—2009) — советский журналист-международник, специалист по Латинской Америке.

## Биография
Родился в 1934 году. Окончил штурманский факультет 1-го Высшего военно-морского училища подводного плавания, служил штурманом на атомной подводной лодке «Ленинский комсомол». Затем окончил МГИМО.
1970—1979 годы — собкор по Латинской Америке в Республике Куба в газете «Комсомольская правда».
1980—1994 годы — сотрудник «Литературной газеты», собкор в Латинской Америке, обозреватель, главный редактор версии газеты на английском языке («Literary Gazette International»).
Выйдя в 1994 году на пенсию, работал представителем коммерческой фирмы в Латинской Америке.
Умер в 2009 году.

## Творчество
Публиковался в советской и зарубежной прессе (испано- и англоязычной), автор более 500 статей.
Автор нескольких публицистических книг о Латинской Америке.
В 2005 году прославился как организатор литературной мистификации — объявил о «воскрешении» Карлоса Кастанеды и издал от его имени книгу «Отшельник», пародирующую настоящие книги Кастанеды, что вызвало неоднозначную реакцию поклонников «учения дона Хуана».

### Публикации
Некоторые публикации в периодике:
- Шифровка «Сорро» (интервью с Николасом Сиргадо) // Вокруг света, № 12, 1980. — стр. 36-40
- Слово о Лиле Герреро (Памяти аргент., поэтессы , 1906 −1986) // Латинская Америка, № 3, 1988. — стр . 99
- Без любви человек стареет и… (О колумб. писателе Г. Гарсиа Маркесе) // Литературная газета, № 34-35, 2000. — стр. 14
- Россия не Чили, и не Япония тоже // Литературная газета, № 20-21, 2004

### Киносценарии
Автор сценариев художественных фильмов:
- 1986 — Следы оборотня

В 2009 году Клубом журналистов и собкоров «Комсомольской правды» издан киносценарий «Я обязательно вернусь!».